# 小烏特柳格
46°51′23″N 35°1′57″E / 46.85639°N 35.03250°E
小烏特柳赫（烏克蘭語：Малий Утлюг）是位於烏克蘭東南部的農村聚落，由扎波羅熱州梅利托波爾區的塞梅尼夫卡市鎮負責管轄。該村始建於1929年，面積0.56平方公里，海拔高度43米，2001年人口181。